# Alan Hatherly
Pour les articles homonymes, voir Hatherly.
Alan Hatherly, né le 15 mars 1996 à Durban, est un coureur cycliste sud-africain spécialiste de VTT cross-country. En 2024, il est médaillé de bronze aux Jeux olympiques et champion du monde de cross-country.

## Biographie
En juillet 2024, il est médaillé de bronze aux Jeux olympiques derrière Tom Pidcock et Victor Koretzky et, un mois plus tard, il devient champion du monde de cross-country devant Victor Koretzky et Tom Pidcock.

## Palmarès en VTT cross-country

### Jeux olympiques
- Rio 2016
  - 26e du cross-country
- Tokyo 2020
  - 8e du cross-country
- Paris 2024
  -  Médaillé de bronze en VTT cross-country

### Championnats du monde
- Cairns 2017
  -  Médaillé d'argent du cross-country espoirs
- Lenzerheide 2018
  -  Champion du monde de cross-country espoirs
- Mont Saint-Anne 2019
  -  Champion du monde de cross-country à assistance électrique
- Val di Sole 2021
  - 5e du cross-country short track
  - 8e du cross-country
- Les Gets 2022
  - 4e du cross-country short track
  - 7e du cross-country
- Glasgow 2023
  - 6e du cross-country
- Pal Arinsal 2024
  -  Champion du monde de cross-country
  -  Médaillé de bronze du cross-country short track

### Coupe du monde
- Coupe du monde de cross-country espoirs
  - 2016 : 53e du classement général
  - 2017 : 5e du classement général
  - 2018 : 5e du classement général, vainqueur d'une manche

- Coupe du monde de cross-country élites
  - 2019 : 38e du classement général
  - 2021 : 6e du classement général
  - 2022 : 5e du classement général
  - 2023 : 8e du classement général
  - 2024 : 1er du classement général, vainqueur de deux manches

- Coupe du monde de cross-country short track
  - 2022 : 1er du classement général, vainqueur d'une manche
  - 2023 : 8e du classement général
  - 2024 : 2e du classement général, vainqueur d'une manche

### Jeux du Commonwealth
- Gold Coast 2018
  -  Médaillé de bronze du cross-country

### Championnats d'Afrique
- Le Cap 2014
  -  Médaillé de bronze du cross-country juniors
- Lesotho 2016
  -  Champion d'Afrique de cross-country espoirs
- Maurice Bel Ombre 2017
  -  Champion d'Afrique de cross-country
- Le Caire 2018
  -  Champion d'Afrique de cross-country
- Windhoek 2019
  -  Champion d'Afrique de cross-country
  -  Champion d'Afrique de relais mixte de cross-country
- Casablanca 2024
  -  Champion d'Afrique de cross-country
  -  Champion d'Afrique de cross-country short track

### Championnats nationaux
- 2013
  -  Champion d'Afrique du Sud de cross-country juniors
- 2014
  -  Champion d'Afrique du Sud de cross-country juniors
- 2015
  - 2e du championnat d'Afrique du Sud de cross-country
- 2017
  -  Champion d'Afrique du Sud de cross-country
- 2018
  -  Champion d'Afrique du Sud de cross-country
- 2019
  -  Champion d'Afrique du Sud de cross-country
- 2020
  -  Champion d'Afrique du Sud de cross-country
- 2021
  -  Champion d'Afrique du Sud de cross-country
- 2023
  -  Champion d'Afrique du Sud de cross-country short track
- 2024
  -  Champion d'Afrique du Sud de cross-country short track

## Palmarès sur route

### Par années
- 2021
  - 4e étape du Tour du Cap
- 2022
  - 3e étape du Tour du Cap
  - 3e du Tour du Cap
- 2023
  - 2e du championnat d'Afrique du Sud du contre-la-montre
- 2024
  - Tour du Cap :
    - Classement général
    - 1re et 2e étapes

  - 2e du championnat d'Afrique du Sud du contre-la-montre
- 2025
  -  Champion d'Afrique du Sud du contre-la-montre

### Classements mondiaux
| Année                                 | 2023 | 2024 |
| ------------------------------------- | ---- | ---- |
| Classement mondial                    | 916e | 956e |
| UCI Africa Tour                       | 44e  | 63e  |
|                                       |      |      |
| Légende : nc = non classéSource : UCI |      |      |